# Prodysderina spinigera
Prodysderina spinigera is een spinnensoort in de taxonomische indeling van de Dwergcelspinnen (Oonopidae).
Het dier behoort tot het geslacht Prodysderina. De wetenschappelijke naam van de soort werd voor het eerst geldig gepubliceerd in 1891 door Eugène Simon.